# تیم ملی فوتبال ساموآی آمریکا
تیم ملی فوتبال ساموآی آمریکا نمایندهٔ کشور ساموآی آمریکا در مسابقات بین‌المللی است که زیر نظر فدراسیون فوتبال ساموآی آمریکا فعالیت می‌کند.
اولین بازی رسمی این تیم در تاریخ ۲ سپتامبر ۱۹۹۸ میلادی در برابر تیم ملی فوتبال تونگا برگزار شده‌است.

## بدترین شکست
بازی ساموآ آمریکا و استرالیا سنگین ترین شکست تیم ملی یک کشور در تاریخ است که استرالیا با نتیجه ۳۱ بر ۰ ساموآ آمریکا را شکست داد.